# Ufficio del governo sovietico russo
L'Ufficio governativo sovietico russo (Русское советское правительственное бюро, 1919-1921), a volte chiamato anche "Ufficio sovietico" , era un'organizzazione diplomatica non ufficiale che rappresentava la Repubblica socialista federativa sovietica russa negli Stati Uniti d'America durante la guerra civile russa. L'Ufficio sovietico funzionava principalmente come agenzia commerciale e di informazione per il governo sovietico. Poiché l'ufficio era sospettato di essere coinvolto in attività di sovversione politica, l'ufficio sovietico venne perquisito dalle forze dell'ordine sotto la direzione del Comitato Lusk dello Stato di New York nel 1919. L'ufficio fu abolito all'inizio del 1921.

## Storia

### Creazione
Intorno al gennaio 1919, un corriere che agiva per conto del governo della Russia sovietica contattò Ludwig Martens, l'autorevole redattore di New World, il giornale della Federazione russa del Partito socialista d'America, nominandolo suo rappresentante negli Stati Uniti d'America.  Furono presi accordi per organizzare il personale dell'ufficio, compreso un dipartimento commerciale guidato dall'industriale A. A. Heller, un dipartimento diplomatico guidato dall'ex capo dell'Ufficio informazioni finlandese Santeri Nuorteva e un dipartimento legale guidato dal leader del Partito socialista Morris Hilquit. 
Il 19 marzo 1919, Martens contattò il Dipartimento di Stato americano per presentare le credenziali diplomatiche preparate per lui dal commissario del popolo per gli affari esteri Georgy Chicherin.  Chicherin ordinò a Martens di prendere possesso di tutti i beni immobili e delle proprietà precedentemente in possesso dell'ambasciata e dei consolati del governo provvisorio russo, di ricevere ed emettere denaro per conto del governo sovietico e di richiedere e rispondere a tutte le richieste legali richieste da parte della Russia sovietica. 
Con l'economia della Russia sovietica sull'orlo del collasso, l'amministrazione Wilson non aveva fretta di concedere un riconoscimento diplomatico formale, ma mantenne invece un atteggiamento di attesa, consentendo al governo sovietico di istituire un'agenzia temporanea a New York. L'Ufficio governativo sovietico russo era un'organizzazione temporanea creata da Martens al posto di un'ambasciata diplomatica riconosciuta. L'ufficio aveva uffici nel "World Tower Building" situato a 110 West 40th Street a Manhattan. 

Fu assunto uno staff di 35 persone, tra cui l'ex redattore del quotidiano Novy Mir e il partigiano del Partito Comunista dei Lavoratori Grigory Weinstein come direttore dell'ufficio.  Come ha notato lo storico Theodore Draper, la natura e le attività dell’Ufficio sovietico erano immerse in acque inesplorate:
“Non c’erano precedenti per il Martens Bureau. È stata creata come missione diplomatica, senza riconoscimento diplomatico. Era composto principalmente da americani, mentre gli altri, come lo stesso Martens, erano stati tagliati fuori dal contatto diretto con la Russia per molti anni. I corrieri erano l'unico mezzo di comunicazione, ma agivano così lentamente e in modo incerto che Martens impiegò due mesi per contattare il governo sovietico."
Una missione segreta in Russia nel marzo 1919, condotta dall'inviato dell'amministrazione Wilson William C. Bullitt per valutare il sistema economico e politico del paese, portò a un rapporto negativo che evidenziava varie atrocità commesse in nome del regime bolscevico, eliminando di fatto ogni possibilità di formalità riconoscimento dell'iniziativa di Martens. Nonostante la decisione di rifiutare il riconoscimento ufficiale, il Dipartimento di Stato non cercò immediatamente la rimozione di Martens, decidendo invece di consigliare agli americani di esercitare "estrema cautela" nei loro rapporti con l'Ufficio sovietico. 

### Rappresentanza commerciale
Poiché le sue possibilità di ottenere un riconoscimento ufficiale erano chiaramente perdute fin dall'inizio, l'Ufficio sovietico concentrò i suoi sforzi sulla creazione di contatti commerciali con le imprese americane. Martens cercò di sequestrare beni precedentemente posseduti dal governo provvisorio e di utilizzare questi fondi come parte di un programma da 200 milioni di dollari per acquisire beni e capitali per il governo bolscevico russo in difficoltà. Martens affermò che dopo il rovesciamento del governo provvisorio durante la rivoluzione russa del 1917, il posto dell'ambasciatore Boris Bakhmetev divenne vacante e le proprietà precedentemente in possesso legale passarono al nuovo regime. 
Mentre i tentativi di acquisire ingenti beni fallirono, i contatti con le società americane che cercavano di fare affari con la Russia sovietica procedettero rapidamente e in modo aggressivo. Già alla fine del primo mese il braccio destro di Martens, il socialista finlandese Santeri Nuorteva, dichiarò alla stampa che "siamo inondati di richieste di collegamenti commerciali". 
Questo ritmo fu accelerato nell’aprile 1919, quando il Bureau inviò lettere di interrogazione a 5.000 aziende americane e distribuì cartelle stampa a 200 giornali di settore. Molte aziende mostrarono interesse e inviarono rappresentanti a New York per trattative dirette con Martens e i suoi partner, inclusi giganti industriali come Ford Motor Company, la società di confezionamento della carne Armor and Company e Swift and Company, il produttore di macchine agricole International Harvester, il produttore di articoli di cotone Marshall Field and Company, e Sears, Roebuck and Company. 
Infatti, durante il suo breve periodo di attività attiva come agenzia commerciale sovietica, terminato con un raid il 12 giugno 1919, l’Ufficio governativo sovietico russo contattò circa 941 aziende americane che cercavano di vendere o acquistare prodotti dalla Russia sovietica. Alla fine del 1919, l'Ufficio di presidenza aveva firmato contratti per un totale di quasi 25 milioni di dollari. Questo si rivelò essere il primo di una crescente ondata di commercio, con i contratti sovietici con aziende americane che superarono la soglia dei 300 milioni di dollari entro maggio 1920. 

### Attività di propaganda
Oltre al suo ruolo di agenzia commerciale del governo sovietico russo in America, l'Ufficio governativo sovietico russo svolgeva anche una funzione di propaganda, tentando di contrastare la "campagna di deliberate false dichiarazioni condotta dai nemici dei lavoratori russi" sulla stampa. L’Ufficio sovietico pubblicò una newsletter settimanale fin dai suoi primi giorni, passando al formato rivista chiamato Russia sovietica: una settimana dedicata alla diffusione della verità sulla Russia.  
La Russia sovietica includeva ristampe di discorsi di funzionari dell'Ufficio russo, notizie e commenti a sostegno della parte sovietica nella guerra civile russa in corso, così come discorsi di alti funzionari del governo sovietico su questioni di commercio e politica mondiale. 
Mentre l’Ufficio sovietico e i suoi sostenitori politici consideravano tali pubblicazioni del tutto ragionevoli, la presenza di un’agenzia di propaganda bolscevica nel cuore di New York City era una proverbiale bandiera rossa per gli oppositori conservatori del regime sovietico. L'ufficio del governo sovietico russo divenne l'obiettivo principale del cosiddetto Comitato Lusk, creato dalla legislatura dello Stato di New York per indagare sull'attività radicale nello stato.

### Rapporti con il movimento comunista americano
Martens e i suoi soci accettarono una serie di inviti a parlare a riunioni radicali a New York e altrove, cosa che fece arrabbiare le forze conservatrici americane. Martens mantenne stretti contatti e rapporti cordiali con il Partito Socialista d'America e il Partito Comunista Laburista d'America (ala sinistra scissasi dallo PSA alla fine del 1919). 
Tuttavia, i rapporti con il rivale Partito Comunista d'America erano piuttosto gelidi, poiché la potente Federazione Socialista Russa dell'organizzazione cercava di controllare le attività e i cordoni della borsa di Martens e dell'Ufficio sovietico in America. Lo storico predisse con grande precisione le prospettive dell’ala comunista della colonia russa in America:
“I leader della Federazione Russa ... non esitarono ad estendere la loro giurisdizione all'agenzia ufficiale sovietica... Credevano che le relazioni commerciali fossero obiettivi insensati. Tutto ciò che contava era la diffusione della rivoluzione proletaria. Se la rivoluzione avesse vinto fuori dalla Russia, le relazioni commerciali e commerciali sarebbero sorte da sole. Se la rivoluzione mondiale fallisce, le relazioni commerciali non potranno aiutare la rivoluzione russa a sopravvivere. In sostanza, i russo-americani presero alla lettera ciò che gli stessi leader russi affermarono sulla necessità di una rivoluzione mondiale per salvare la rivoluzione russa, e così facendo divennero più dottrinari dei loro insegnanti”.
Mentre il commissario agli Esteri Chicherin alla fine si schierò con Martens nel mantenere l'indipendenza finanziaria e organizzativa dal PCA, i rapporti tra l'Ufficio sovietico e il partito erano tesi.

### Incursione
Il 28 marzo 1919 e l'11 aprile dello stesso anno, il New York Times pubblicò articoli che chiedevano la chiusura dell'Ufficio sovietico, che consideravano illegale.
Un certo numero di agenzie governative condussero indagini sull'Ufficio sovietico russo prima che il suo ufficio venisse perquisito, comprese indagini da parte del Dipartimento di Giustizia degli Stati Uniti, del Dipartimento del Tesoro degli Stati Uniti, della Defense Intelligence Agency e del Defense Trade Board. Le informazioni furono fornite come richiesto, e il rappresentante dell'Ufficio sovietico Evans Clark notò al vicedirettore del War Trade Board G. M. Bodman in una riunione del 25 aprile 1919, che l'Ufficio "non ha nulla da nascondere" ed è "contento di fornire informazioni a coloro che ne hanno diritto”. Inoltre, Martens e il suo avvocato Charles Recht si sono incontrati personalmente con i funzionari del Dipartimento di Giustizia in aprile e maggio, mentre Clark si è recato a Washington per consultarsi con il segretario privato del procuratore generale degli Stati Uniti, A. Mitchell Palmer.
Mentre i funzionari federali sembravano adottare un approccio attendista nei confronti dell’Ufficio sovietico, i politici e le forze dell’ordine dello Stato di New York erano motivati da un’agenda più urgente. Giovedì 12 giugno 1919, l'ufficio del Bureau sulla West 40th Street fu improvvisamente fatto irruzione dalla polizia di New York su ordine del Comitato legislativo statale congiunto sulle attività sediziose (comunemente noto come "Comitato Lask") appena creato. Fu emesso un mandato di perquisizione, e "ogni frammento di carta scritta o stampata" fu rimosso dai locali, il materiale fu successivamente analizzato dal Comitato Lusk alla ricerca di prove di sovversione illegale e di ulteriori collegamenti radicali per la commissione da esaminare.

L'Ufficio sovietico protestò fortemente contro le azioni del Comitato:
“L’invasione dell’ufficio del governo sovietico russo è stata del tutto ingiustificata e illegale. L’ufficio del governo sovietico russo si astenne coscienziosamente dall’interferire negli affari americani. Le sue attività erano sempre aperte alle indagini di qualsiasi persona onesta in cerca di informazioni sulla Russia sovietica o sulle attività dell'Ufficio. Solo l’attuale stato di reazione isterica, attentamente coltivato da una persistente campagna di calunnie contro la Russia sovietica, può spiegare perché siano stati compiuti passi così radicali in un caso in cui una semplice indagine avrebbe fornito tutte le informazioni necessarie – senza violare la legge e le prime principi dell’ospitalità internazionale.
.Martens è stato successivamente citato in giudizio per comparire in tribunale e davanti alla commissione per testimoniare. 

### Audizioni
Questa organizzazione fu oggetto di udienze al Senato degli Stati Uniti da gennaio a marzo 1920. Il 17 dicembre 1920 il Dipartimento del Lavoro degli Stati Uniti decise di deportare Martens.
Nel gennaio 1921 Martens lasciò finalmente gli Stati Uniti. Il lavoro dell'organizzazione cessò con la partenza del suo leader.

## Principali partecipanti
- Boris Rustam Bek
- Evans Clark
- Jacob W. Hartmann
- AA Heller
- Leo A. Heubsch
- Morris Hill
- Isacco Gurvich
- Eva Joffe
- Georg V. Lomonosoff
- Ludwig Martens
- Santeri Nuorteva
- Gregorio Weinstein

## Pubblicazioni

### Organismi ufficiali
- Bollettino informativo: piccolo quotidiano settimanale pubblicato per la prima volta il 3 marzo 1919.
- Russia sovietica: rivista settimanale pubblicata per la prima volta il 7 giugno 1919.
  - Volume 1: da giugno a dicembre 1919.
  - Volume 2: da gennaio a giugno 1920.
  - Volume 3: da luglio a dicembre 1920.
  - Volumi 4 e 5: 1921.
  - Volumi 6 e 7: 1922.
  - Volume 8: 1923.
  - Volume 9: 1924. - Chiamato Pittorico della Russia sovietica, terminato nell'ottobre 1924.

### Saggi
- Le leggi sul lavoro della Russia sovietica: con una risposta ad una critica del sig. William C. Redfield. Terza edizione. New York: Ufficio del governo sovietico russo, 1920.
- Le leggi sul matrimonio della Russia sovietica: testo completo del primo codice di leggi della Repubblica socialista federale sovietica russa riguardante lo stato civile, i rapporti domestici, il matrimonio, la famiglia e la tutela. New York: Ufficio del governo sovietico russo, 1921.

## Letteratura
- "Il raid 'condotto personalmente' di Stevenson," New York Call, vol. 12, n. 166 (15 giugno 1919), pag. 8.
- Ludwig C. A. K. Martens, "Messaggio di addio all'America dell'inviato sovietico Martens", The Toiler, intero n. 157 (5 febbraio 1921), pag. 1.
- Ludwig CAK Martens, “Dichiarazione di Ludwig CAK Martens sulle attività della missione sovietica: Mosca - 24 feb. 24, 1921." File dell'Ufficio investigativo del Dipartimento di Giustizia, NARA M-1085, bobina 934. Corvallis, OR: 1000 Flowers Publishing, 2007.
- Archibald E. Stevenson (a cura di) Radicalismo rivoluzionario: la sua storia, scopo e tattica con un'esposizione e discussione dei passi intrapresi e necessari per frenarlo: depositato il 24 aprile 1920 al Senato dello Stato di New York, pubblicato in 4 volumi. Parte 1: Movimenti rivoluzionari e sovversivi all'estero e in patria, vol. 1. Albany, New York: Lione, 1920.

## Collegamenti
- Tim Davenport, «Russian Soviet Government Bureau (1919-21)», sito sul primo marxismo americano, www.marxisthistory.org/